# Denis Jachiet
Denis Jean-Marie Jachiet (ur. 21 kwietnia 1962 w Paryżu) – francuski duchowny katolicki, biskup pomocniczy Paryża w latach 2016–2021, biskup diecezjalny Belfort-Montbéliard (od 2021).

## Życiorys

### Prezbiterat
Święcenia kapłańskie otrzymał 29 czerwca 1996 i został inkardynowany do archidiecezji paryskiej. Przez wiele lat pracował jako wychowawca w paryskim seminarium. W 2014 mianowany wikariuszem generalnym archidiecezji.

### Episkopat
25 czerwca 2016 papież Franciszek mianował go biskupem pomocniczym archidiecezji paryskiej, ze stolicą tytularną Tigisi in Numidia. Sakry udzielił mu 9 września 2016 kardynał André Vingt-Trois.
2 października 2021 papież Franciszek przeniósł go na urząd biskupa diecezjalnego Belfort-Montbéliard. Ingres odbył się 14 listopada 2021.